# Міхал Когут
Міхал Когут (чеськ. Michal Kohút, нар. 4 червня 2000, Яворник, Чехія) — чеський футболіст, півзахисник клубу «Словацко».

## Ігрова кар'єра

### Клубна
Міхал Когут є вихованцем футбольної академії клубу «Словацко». Перед сезоном 2018/19 футболіста внесли в заявку першої команди на участь у чемпіонаті країни. Але в перший сезон футболіст так і не вийшов на поле. А влітку 2019 року для набору ігрової практики Когут був направлений в оренду до клубу Першої ліги «Пардубіце». Саме там 26 липня 2019 року Когут дебютував на професійному рівні.
В січні 2020 року футболіст повернувся до «Словацко» і його першою грою в цій команді став кубковий матч проти «Слована» (Ліберець) 4 березня 2020 року. 8 березня півзахисник зіграв першу гру у вищому дивізіоні чемпіонату країни.

### Збірна
З 2017 року Міхал Когут грав за юнацькі збірні Чехії.
У 2021 році футболіст брав участь у молодіжному чемпіонаті Європи в Угорщині і Словенії.